# Sečna kislina
Sečna kislina je slabo topna organska kislina, ki je tudi končni produkt presnove purinov pri sesalcih. Soli sečne kisline se imenujejo urati. Njena molekulska formula je C5H4N4O3. 

## Kemijske lastnosti
Sečna kislina je diprotična kislina z vrednostima pKa1 = 5,4 in pKa2 = 10,3. Pri visokih vrednostih pH tvori dvojno nabit uratni ion (odda oba vodikova protona), pri fiziološkem pH-ju ali v prisotnosti ogljikove kisline oziroma karbonatnih ionov pa odda le en proton, kajti njena vrednost pKa2 je večja od vrednosti pKa1 ogljikove kisline. Zaradi purinske strukture je sečna kislina aromatična.
Kot bicikličen (dvoobročen), heterocikličen purinski derivat sečna kislina ni protonirana na enak način kot karboksilne kisline. Rentgenska difrakcija kristalov amonijevega hidrogenurata, ki nastaja in vivo pri putiki, je pokazala, da keto-kisik na položaju 2 obstaja v tavtomerni obliki kot hidroksilna skupina in da si dušikova atoma na mestih 1 in 3 delita ionski naboj z obročem, ki je stabiliziran zaradi π-resonance. Torej, večina organskih kislin deprotonira z ionizacijo polarne vezi med kisikom in vodikom, sečna kislina pa deprotonira na dušikovem atomu, tavtomerija keto/hidroksi na kisikovem atomu pa se tako izrabi za dvig vrednosti pK1 value. Tudi petčlenski obroč vsebuje keto-skupino (na položaju 8), ki je obdana z dvema sekundarnima amino-skupinama (na mestih 7 in 9). Deprotonizacija ene od teh amino-skupin pri visokem pH-ju bi lahko pojasnila pK2 ter diprotično obnašanje sečne kisline. S tem bi prišlo do podobne tavtomerije in π-resonančne stabilizacije, kar bi ionu zagotovilo določeno stopnjo obstojnosti.
(Oštevilčenje atomov: Na levi sliki, ki je prikazana v preglednici zgoraj desno, ima NH-skupina v šestčlenskem obroču zgoraj desno številko 1, nato se šteje v smeri urinega kazalca po šestčlenskem obroču do številke 6, ki jo ima keto-skupina najbolj na vrhu. Nato je zgornja NH-skupina v petčlenskem obroču oštevilčena s 7 in nadalje glede na nasprotno smer urinega kazalca keto skupina z 8 in spodnja NH-skupina z 9). 

## Biologija
Pri ljudeh in višje razvitih prvakih je sečna kislina končni produkt oksidacije (razgradnje) purinov (preko hipoksantina in ksantina) in se izloča s sečem. Pri večini drugih sesalcev se nadalje oksidira v alantoin s pomočjo encima urikaze. Odsotnost urikaze pri višjih prvakih je povezana z izgubo zmožnosti sinteze vitamina C (askorbinske kisline). Tako sečna kot askorbinska kislina sta močna reducenta (donorja elektronov) in antioksidanta. Pri ljudeh doprinese sečna kislina okoli polovico celotne aktioksidacijske sposobnosti krvne plazme.
Dalmatinci, pasma psov, imajo genetsko motnjo, ki zmanjšuje pretvorbo sečne kisline v alantoin. Zato s sečem izločijo sečno kislino in ne alantoin.
Pri ptičih, plazilcih in nekaterih puščavskih sesalcih je sečna kislina sicer končni produkt presnove purinov, vendar se izloča z blatom. Ta presnovna pot je sicer energetsko potratnejša, vendar jim omogoča zadrževanje vode v telesu.
Pri 5–25 % ljudi pride do zavrtega izločanja sečne kisline iz telesa, kar povzroči hiperurikemijo (povišane krvne koncentracije sečne kisline).